# Komputer pierwszej generacji

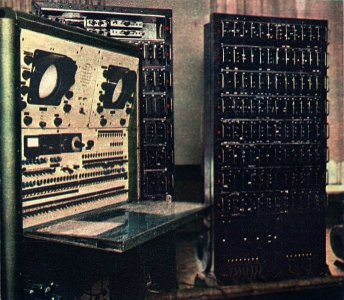
XYZ – pierwszy polski komputer

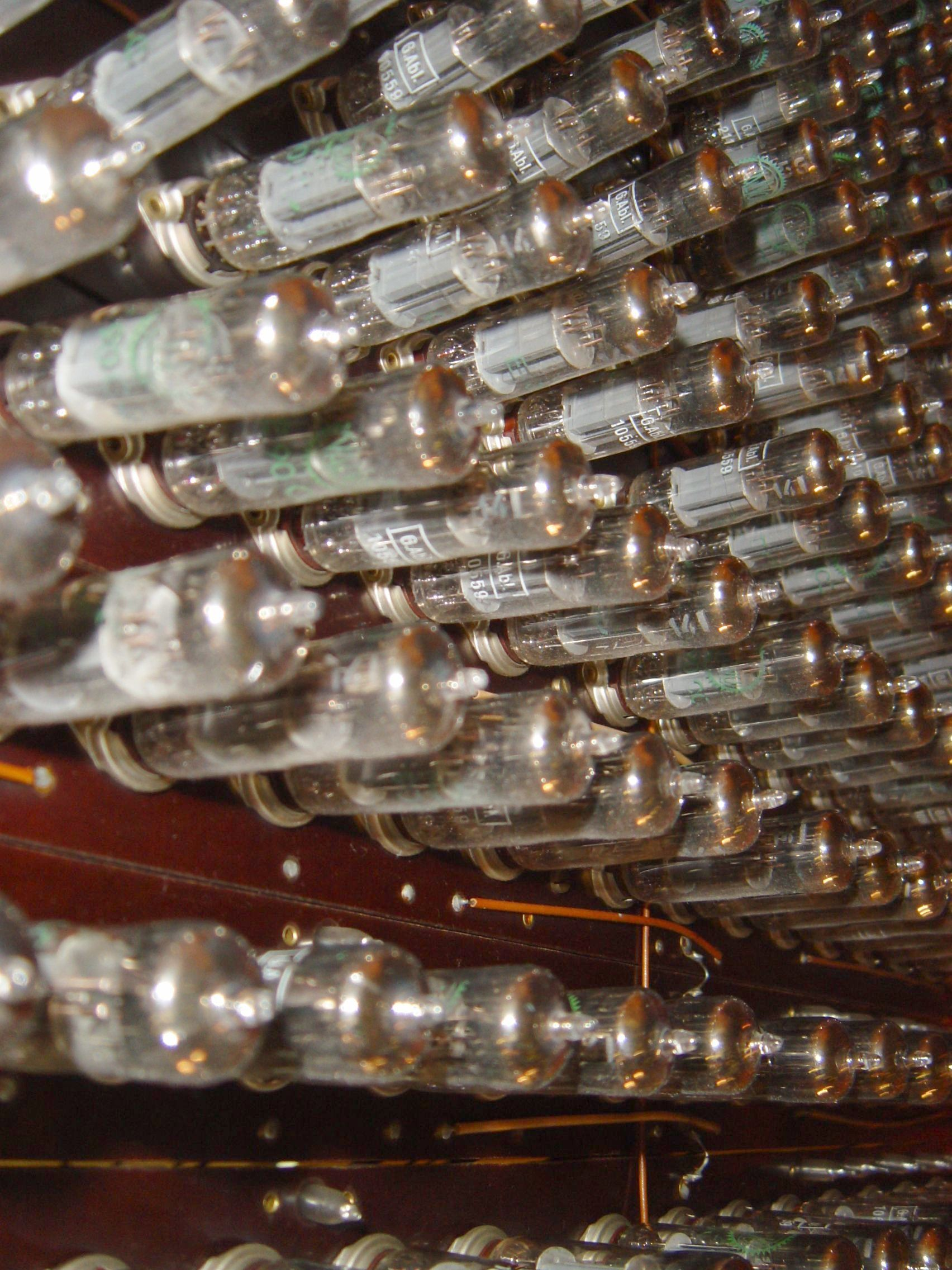
panel z lampami komputera pierwszej generacji

Komputer pierwszej generacji – komputer zbudowany na bazie lamp elektronowych, np. polski XYZ.
Inne przykłady komputerów tej generacji to:
- Atanasoff-Berry Computer (USA, 1939) – komputer ABC wykonany był już w technologii lampowej i działał w arytmetyce binarnej. Ukończony został w 1942 roku[2]. Komputer został przekazany w 1942 roku do Waszyngtonu do zastosowań wojskowych (ang. war research).

- Electronic Numerical Integrator and Computer (ENIAC) (USA, 1945) – John Mauchly oraz Presper Eckert zbudowali ENIAC-a w technologii lampowej, był on początkowo programowany za pomocą zestawiania obwodów wykorzystując kable połączeniowe, później stosowano już karty perforowane.